# Alec Freeman
Il colonnello Alec E. Freeman è un personaggio immaginario della serie TV britannica di fantascienza UFO e di due film, tratti dalla medesima serie, dove viene sempre interpretato da George Sewell. 
Secondo in comando della SHADO (Supreme Headquarters Alien Defence Organisation, Comando supremo dell'organizzazione di difesa contro gli extraterrestri), è un ex pilota e ufficiale dell'Intelligence, primo ufficiale della SHADO e migliore amico e braccio destro di Ed Straker.

## Storia
Come la maggior parte dei protagonisti della serie Alec Freeman debutta dal primo episodio. 
Con un passato di pilota da caccia, è il più stretto collaboratore del comandante Ed Straker nella progettazione e nella realizzazione della SHADO, l'organizzazione volta a respingere gli attacchi UFO verso la Terra. Egli è il suo braccio destro, con il grado di colonnello, ma anche il suo più intimo amico, tanto da essere suo testimone di nozze, ed è l'unico nella SHADO che si permette di contestare le sue decisioni, arrivando in un'occasione a rassegnare le dimissioni per una decisione da lui non condivisa.
Egli è un uomo degno di fiducia e capace, incaricato dal comandante stesso in molte missioni, operazioni e altri svariati compiti.
Di carattere solitamente sereno e noncurante, è inoltre molto attratto dalle donne e rappresenta il contraltare di Straker, privilegiando nel lavoro il lato umano, a dispetto di Straker che, viceversa, basa i suoi giudizi sui dati provenienti dai computer; tra i suoi incarichi vi è anche il reclutamento di nuovi elementi per l'organizzazione e supervisionerà personalmente all'addestramento del colonnello Paul Foster.

## Serie televisiva
- UFO - serie TV (1969-1970)

## Film
- UFO Allarme rosso... attacco alla Terra! (1973)
- UFO distruggete Base Luna (1973)